# Пик Туркино
Пик Турки́но (исп. Pico Turquino) — самая высокая точка Кубы (1972 м). Гора расположена в юго-восточной части острова, принадлежит к горам Сьерра-Маэстра в кубинской провинции Сантьяго-де-Куба. В 50-е годы Фидель Кастро и его сподвижники по Движению 26 июля использовали эту зону в качестве базы для Кубинской Революции.
Согласно поверьям, название произошло от слова «бирюза» (исп. turqui). Это связано с тем, что если посмотреть с определенных точек на гору, она будет иметь бирюзовый оттенок. Первый раз была упомянута (под именем Tarquino) на карте, построенной Джерардо Крамером в конце XVIII века.
Бюст Хосе Марти (автор — Хильма Мадейра) был установлен на пике горы в знак его столетия.
На площади 229,38 км² вокруг пика расположен Национальный парк Туркино.